# Leucobryum gunnii
Leucobryum gunnii là một loài rêu trong họ Dicranaceae. Loài này được Broth. & Watts mô tả khoa học đầu tiên năm 1915.